# 近藤淳也
近藤 淳也（こんどう じゅんや、1975年11月2日 - ）は、株式会社OND代表取締役社長、株式会社はてな 創業者（現非常勤取締役）。愛知県生まれであるが、三重県出身。

## 経歴
三重県立四日市南高等学校を卒業後京都大学理学部に入学し、地球物理学を専攻。理学部卒業後、京都大学大学院理学研究科測地学研究室を中退。京都のITベンチャーでプログラミングを教わり、ベンチャーキャピタルに日参して出資を募り起業準備を始める。2001年5月に結婚。2001年7月に京都リサーチパーク で有限会社はてな設立。2004年2月、株式会社に組織変更。2004年4月、東京都渋谷区に事務所（本社）を移転。2005年「第3回Webクリエーション・アウォード」の「Web人大賞」受賞。2006年夏から米国シリコンバレーで活動の後、Hatena Inc.は米国へ残し2008年帰国。再び本社を京都へ移転。2011年、TEDxKyoto 創立にJay Klaphakeと関わる。2013年末に離婚。2014年8月1日、代表取締役会長に就任。2016年2月24日、自身が創業した株式会社はてながマザーズに上場。2017年10月17日、株式会社OND を設立し、代表取締役社長に就任。2017年10月26日、株式会社はてなの代表取締役会長を退任、非常勤取締役に就任。

## スポーツ
1998年から2007年に開催されていたツール・ド・信州の実行委員会の代表だった。選手としては第1回大会は個人総合で優勝。2018年にNPO法人滋賀一周トレイルを設立し、代表理事に就任。2019年より大会の滋賀一周ラウンドトレイル（438 km）を開催。株式会社ONDでは、トレイルランニングのライブ配信と計測のための IBUKI GPS を提供している。

## テレビ出演
- 日経スペシャル カンブリア宮殿 「次世代ネットビジネスの主役たち」（2006年5月8日、テレビ東京）- はてな社長として出演[20]。

## 著書
- 『「へんな会社」のつくり方 常識にとらわれない「はてな」の超オープン経営術』（2006年2月13日、翔泳社）(NT2X) ISBN 978-4-79811-052-3
- 『ネットコミュニティの設計と力 つながる私たちの時代 角川インターネット講座 (5)』（2015年8月22日、角川学芸出版）ISBN 978-4-04653-885-7